# 内卡河畔埃斯林根
内卡河畔埃斯林根（德語：Esslingen am Neckar，發音：[ˈɛslɪŋən ʔam ˈnɛkaʁ]），简称埃斯林根（德語：Esslingen），是德国巴登-符腾堡州斯图加特行政区埃斯林根县的城市，也是埃斯林根县的县治，面积46.43平方千米，2023年12月31日人口为95,881人。
埃斯林根位于内卡河畔，位于斯图加特市中心东南约14千米处。埃斯林根1181年起成为帝国自由城市，直至1802年并入符騰堡公國。

## 友好城市
内卡河畔埃斯林根与以下城市结为友好城市：
- 印度 哥印拜陀（2016年）
- 匈牙利 埃格爾（1991年）
- 白俄羅斯 莫洛傑奇諾（1987年）
- 英国 尼思（1958年）
- 瑞典 北雪平（1964年）
- 波蘭 彼得庫夫-特雷布納爾斯基（1992年）
- 荷蘭 斯希丹（1964年）
- 美国 希博伊根（1967年）
- 義大利 烏迪內（1959年）
- 斯洛維尼亞 韋萊涅（1970年）
- 法國 维埃纳（1958年）